# Айтієв Гапар Айтійович
Га́пар Айті́йович Айті́єв (нар. 15 (28) вересня 1912 — 16 грудня 1984) — киргизький радянський художник-живописець.

## Життєпис
Народився в селі Тулейкен, нині Кара-Сууського району Ошської області Киргизстану, в родині батрака.
У 1932 році закінчив Киргизький інститут просвіти. Протягом 1932—1934 років викладав у Джалал-Абадському педагогічному технікумі. У 1938 році закінчив Московський образотворчий технікум, де навчався у М. П. Кримова і П. І. Петровичева. Член ВКП(б) з 1939 року. У 1940—1941 роках — голова правління Спілки художників Киргизької РСР.
У червні 1941 року призваний Ошським МВК до лав РСЧА. Учасник німецько-радянської війни з грудня 1942 року. Воював на Південно-Західному фронті заступником командира кулеметної роти з політичної частини 2-го окремого стрілецького батальйону 94-ї окремої стрілецької бригади, згодом — у 58-й механізованій бригаді 2-го танкового корпусу, лейтенант.
У повоєнний час займався малярством. З 1944 по 1951 та з 1952 по 1977 роки — голова правління Спілки художників Киргизької РСР. У 1973 році обраний членом-кореспондентом Академії мистецтв СРСР. З 1977 року очолював творчу майстерню живопису Академії мистецтв СРСР у Фрунзе (нині — Бішкек).

## Нагороди і почесні звання
- Герой Соціалістичної Праці (27.09.1982).
- Два ордени Леніна (28.02.1946, 27.09.1982).
- Орден Жовтневої Революції (06.10.1972).
- Два ордени Трудового Червоного Прапора.
- Орден «Знак Пошани».
- Медалі.
- Народний художник СРСР (1971).
- Народний художник Киргизької РСР (1954).
- Лауреат Державної премії Киргизької РСР імені Токтогула Сатилганова (1966).

## Творчість

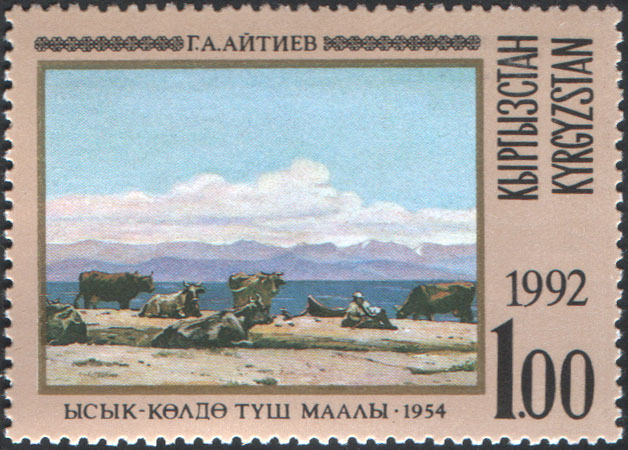

Змальовував природу своєї країни, перетворену працею людини («Збирання бавовни», 1944). Його найкраща жанрова картина — «Лист з фронту» (1943). Портрети: «Стахановка Айчурек», 1935; «Голова колгоспу Боруєв», 1947, та ін.